# Саидпур (Исламабад)

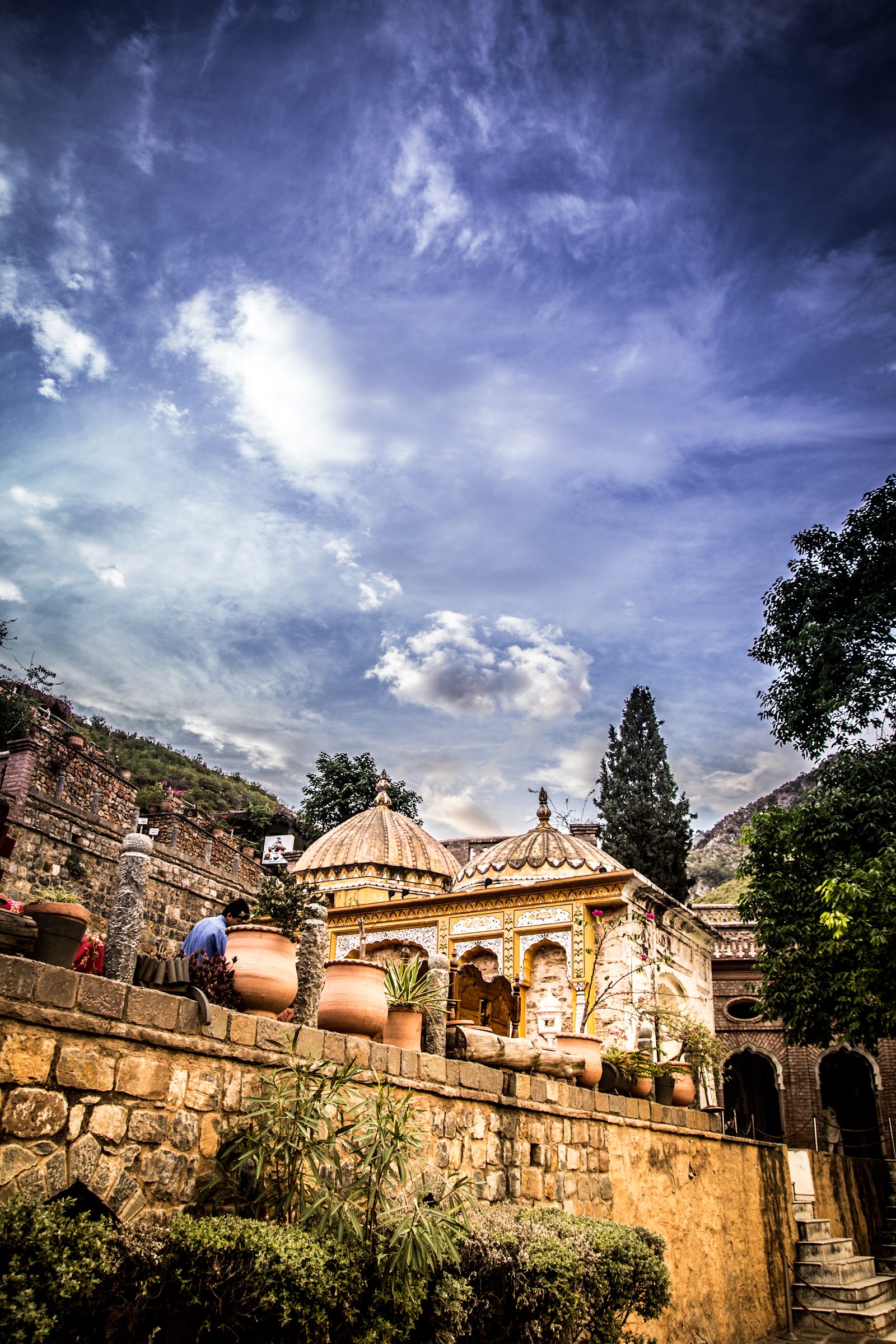

Саидпур — деревня могольского периода, расположенная на склонах холмов Маргалла рядом с Хилл роуд к востоку от Даман-е-Коха в Исламабаде. На территории деревни остались следы различных цивилизаций, включая Гандхару, древних греков, буддистов, моголов, Ашоку и колониальные период. Ныне же деревня служит популярным местом отдыха как у местных жителей, так и иностранных гостей.

## История
Саидпур был назван так по имени султана Саида Хана, сына султана Саранга Хана, гахарского главы региона Потвар, контролировавшего территорию от Аттока до Джелама) во время правления могольского императора Бабура.
Саида Хан полдарил деревню Саидпур своей дочери, вышедшей замуж за могольского императора Джахангира, сына императора Акбара I Великого. Биограф Джахангира, Тузк-е-Джахангири упоминает о пребывании императора в месте “за пределами Равалпинди”, по пути от него в Кабул, этим местом вероятнее всего был Саидпур.
В могольский период своей истории Саидпур считался роскошным садом с вечной весной благодаря системе подачи воды и полива её цветущих растений.
Саидпур был превращён в культовое место для индуистов благодаря усилиям раджи Мана Сингха I. Он велел соорудить здесь несколько прудов: Рама-кунда, Сита-кунда, Лакшаман-кунда и Хануман-кунда. Также деревня стала местом, где сохранились индуистские храмы.

## Реконструкция Саидпура
В 2006 году Столичный департамент развития под руководством Камрана Лашари инициировал проект по реконструкции деревни Саидпур с целью лучшей демонстрации его посетителям многовекового культурного наследия этого местечка на склонах холмов Маргалла.
Правительство Франции оказала техническую помощь в реконструкции, на место также прибыл известный французский архитектор Макс Буаробер по приглашению посла Франции Режи де Белене, заверившего в полной поддержке его страной проекта по реконструкции. Макс Буаробер предложил множество идей и технических приёмов, чтобы сохранить исторический облик деревни.
Первоначальная стоимость проекта оценивалась примерно в 400 миллионов рупий.

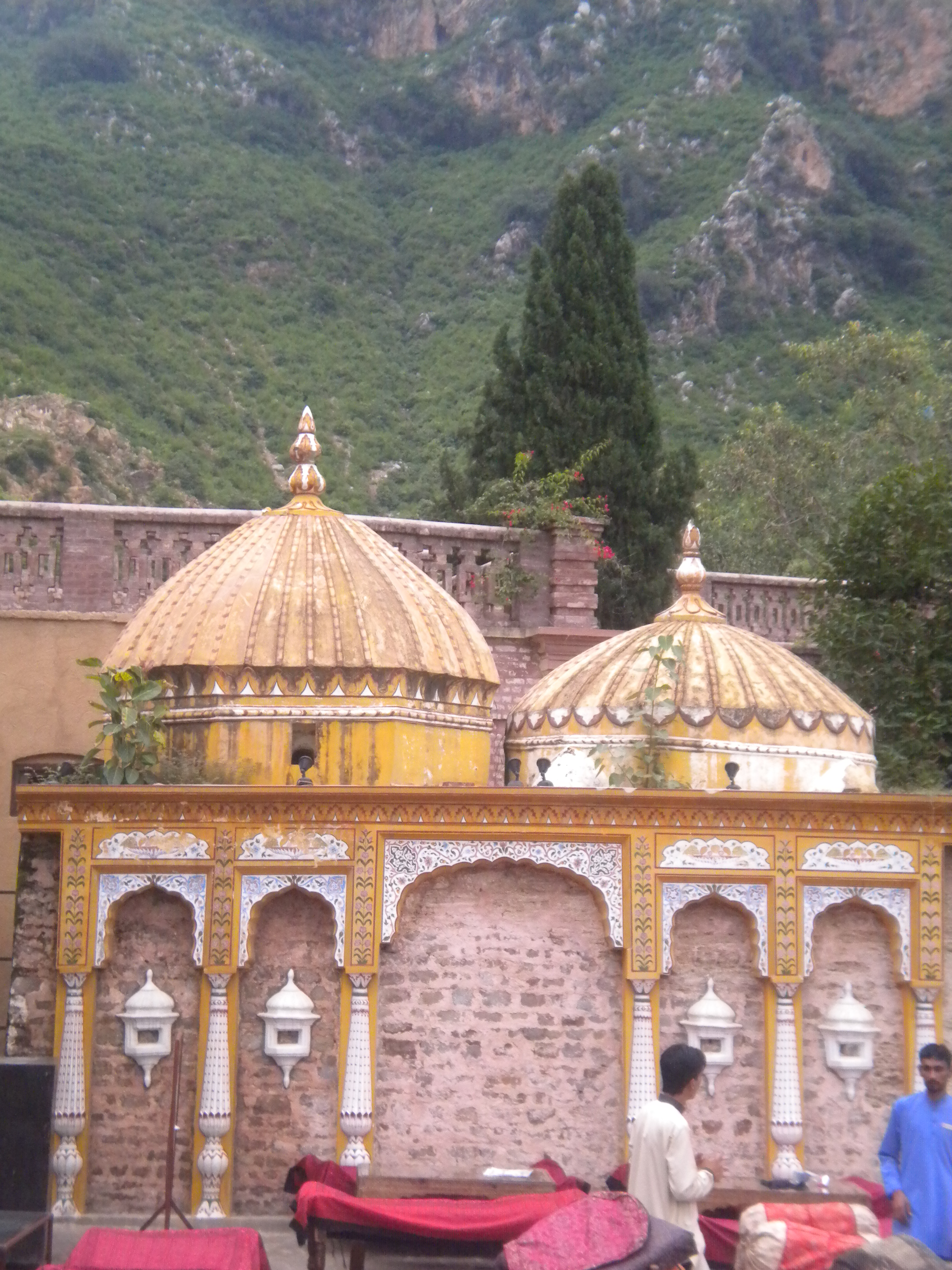
Храм в деревне Саидпур.

В 2008 году Столичный департамент развития объявил о завершении реконструкции Саидпура и превращения его в туристическую достопримечательность. Ключевыми изменениями произошедшими за время восстановления стали: перестройка храма, очистка водных потоков, протекающих через деревню, и укрепление глинобитных домов.

## Галерея

widths="200px"
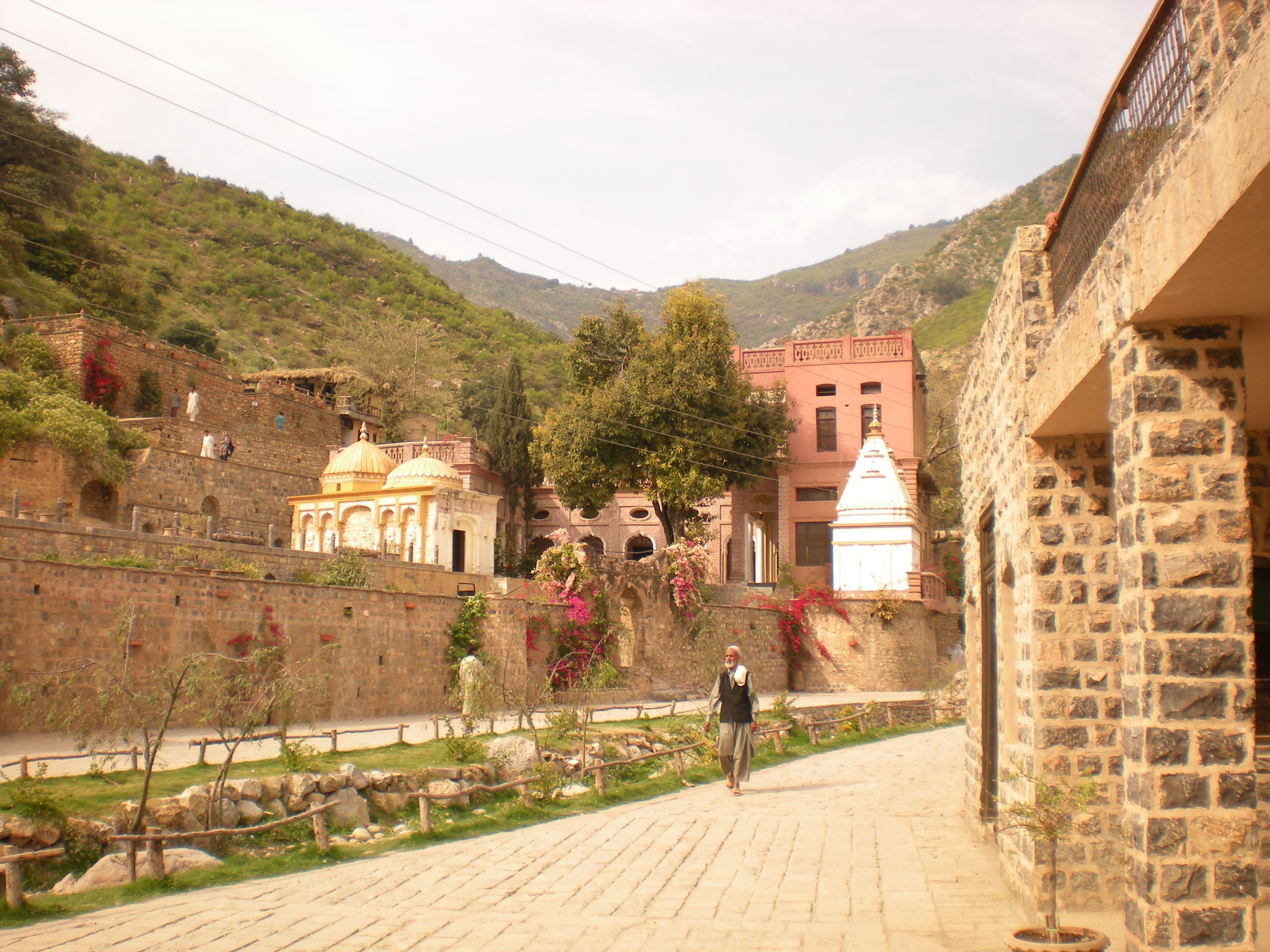
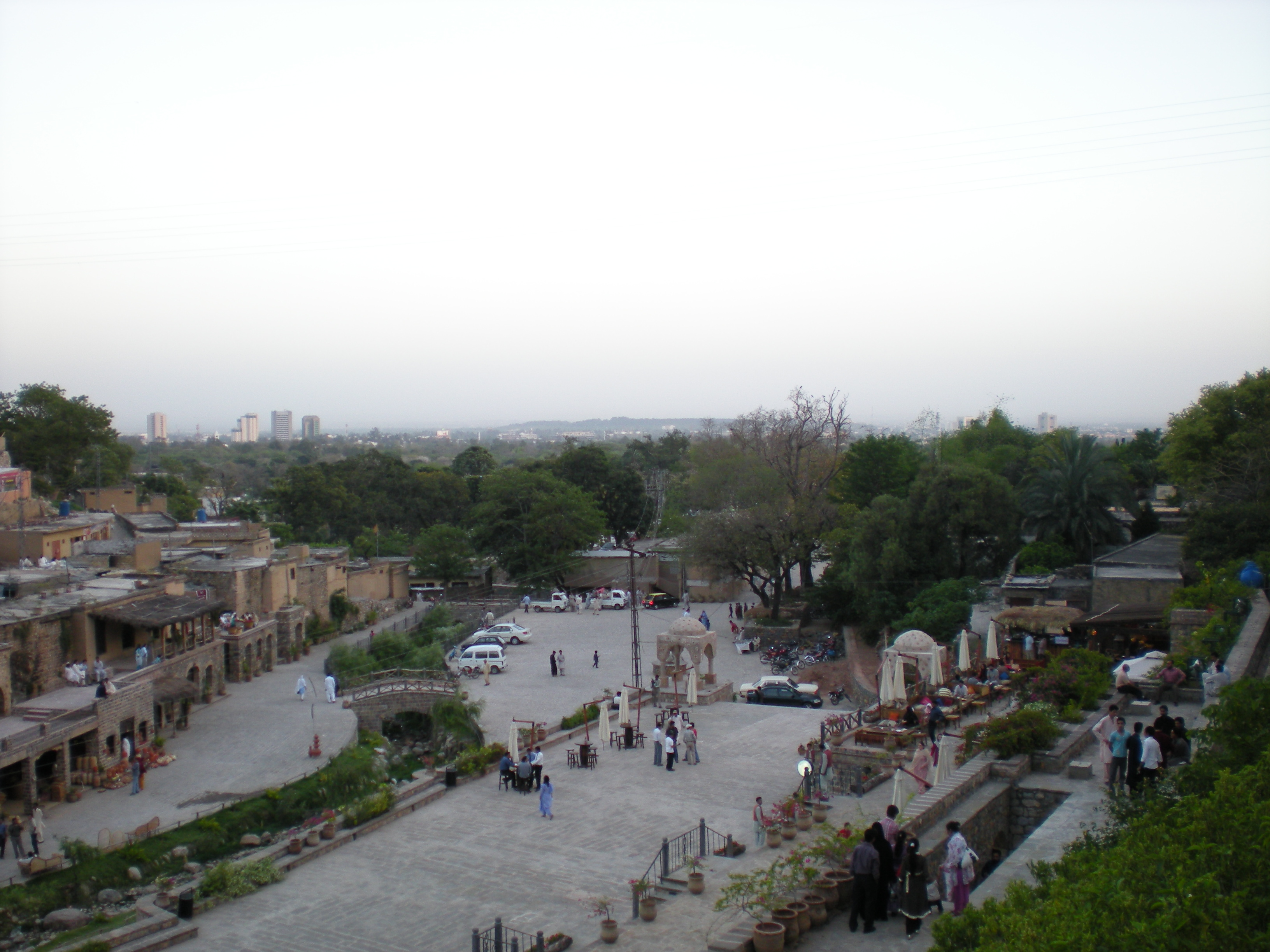
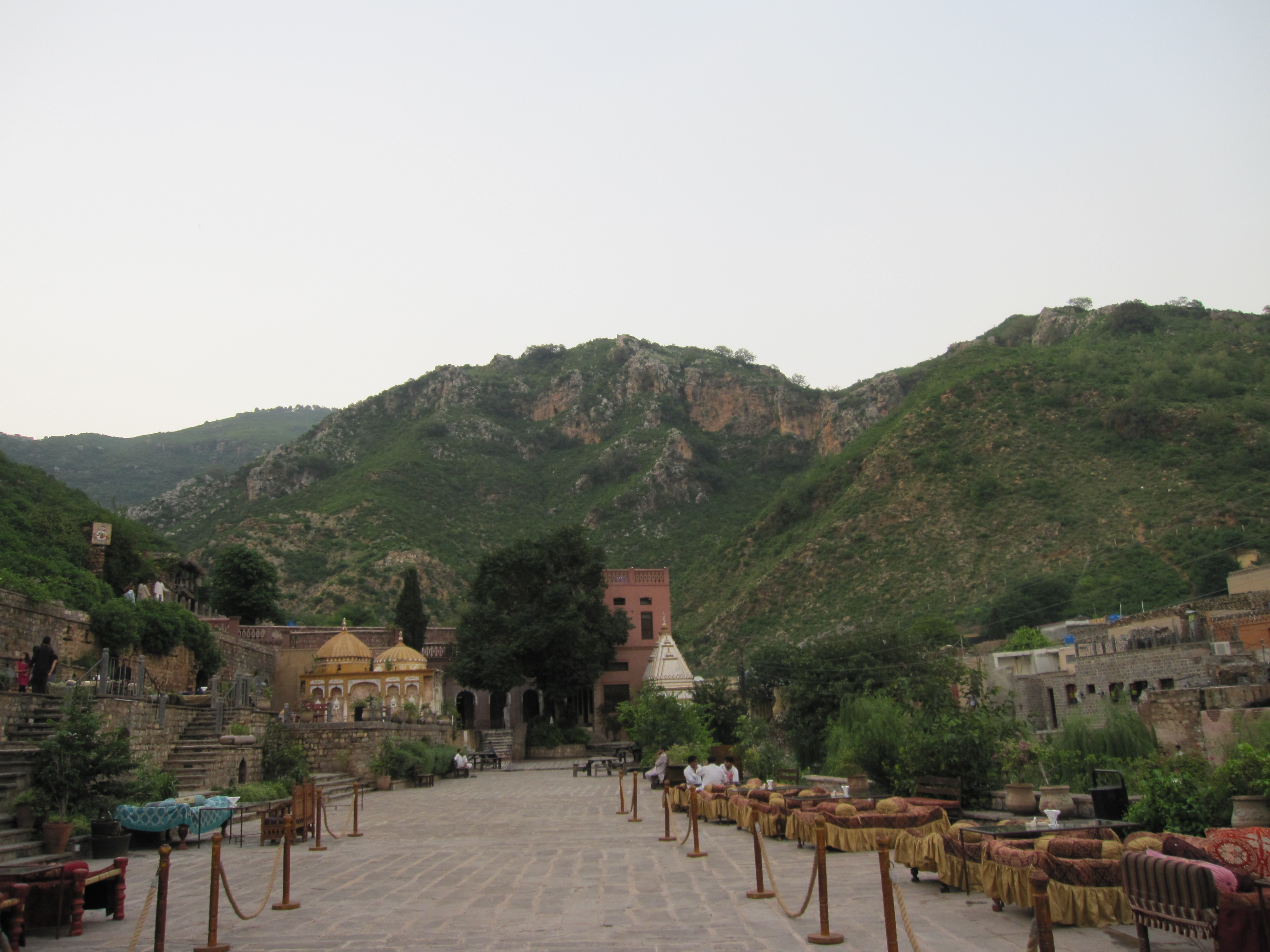
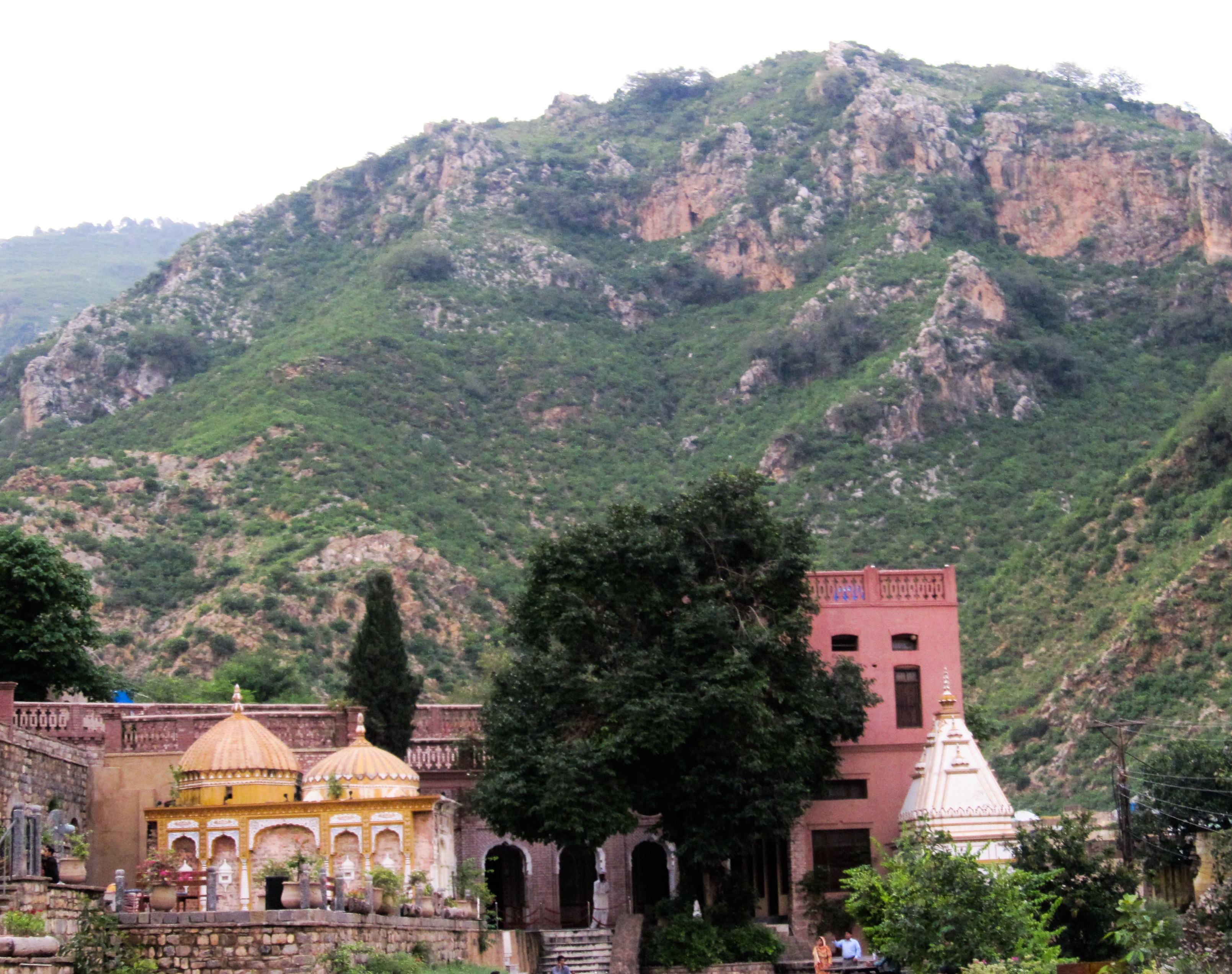